# معاني القرآن للنحاس
كتاب معاني القرآن لأبي جعفر النحاس اللغوي النحوي المتوفى سنة 338هـ، من أهم كتب التفسير وبيان معاني القرآن، ومؤلفه ذو باع طويل في علوم العربية، جمع بين علوم اللغة وعلوم الدين، وهو من علماء الادب والتفسير في آن واحد.
والمؤلف يذكر فيه المعاني والقراءات، وتصريف الكلام واشتقاقه، والناسخ والمنسوخ، ويذكر أقوال المفسرين واللغويين المتقدمين، مع توجيهها وتفنيد الضعيف منها. وقد استفاد المفسرون من هذا الكتاب وجعلوه من مصادرهم، كالقرطبي والشوكاني وغيرهما.
وللكتاب طبعة واحدة في جامعة أم القرى بمكة، بتحقيق محمد علي الصابوني، لكنه غير كامل.كتاب معاني القرآن لأبي جعفر النحاس اللغوي النحوي المتوفى سنة 338هـ، من أهم كتب التفسير وبيان معاني القرآن، ومؤلفه ذو باع طويل في علوم العربية، جمع بين علوم اللغة وعلوم الدين، وهو من علماء الادب والتفسير في آن واحد.

## منهج المؤلف في تفسيره
ذكر المؤلف منهجه في مقدمة كتابه أنه قصد في هذا الكتاب:
- تفسير المعاني والغريب
- أحكام القرآن
- الناسخ والمنسوخ
- ذكر من قول الجِلّة من العلماء باللغة وأهل النظر ما حضره.
- بيّن من تصريف الكلمة واشتقاقها إن علم ذلك.
- أتى من القراءات بما يحتاج إلى تفسير معناه.
- ما احتاج إليه المعنى من الإعراب.
- ما احتجّ به العلماء في مسائل سأل عنها المجادلون.
- بيَّن ما فيه حذف أو اختصار أو إطالة لإفهامه.
- ما كان فيه تقديم أو تأخير.
- شرح ذلك حتى يتبينه المتعلم وينتفع به كما ينتفع العالم بتوفيق الله وتسديده.معاني القرآن، أبو جعفر النحاس، [2]
- توجيه أقوال المفسرين وبيان الصواب منها، وتفنيد القول الضعيف الذي لا تعضده اللغة العربية.[3]

## أهمية الكتاب
مما يؤكد أهمية هذا الكتاب أن مؤلفه أبا جعفر النحاس ذو باع طويل في علوم العربية، وناقد متمكن، وبحاثة قدير، جمع بين علوم اللغة وعلوم الدين، وهو من أئمة الادب وأئمة التفسير.
ومما يدل على ذلك: أنه ينقد آراء علماء اللغة في بعض الأحيان، فيصوب الصحيح، ويخطئ الخطأ، حتى ولو كان الذين ينتقدهم أساطين علماء اللغة، كالفراء والاخفش وابن قتيبة والكسائي، وغيرهم من العلماء الأفذاذ.
كما نراه يرجح بين أقوال السلف بما يتفق مع قواعد اللغة العربية.

## الثناء على الكتاب والإفادة منه
نظرا لمكانة النحاس فقد لقيت مؤلفاته قبولا عند المختصين وأثنى عليها بعضهم، ومن ذلك قول ابن كثير الدمشقي: له مصنفات كثيرة ومفيدة في التفسير وغيره. وقال الزبيدي: وله كتب في القرآن مفيدة.
لذا فقد اعتمد القرطبي في تفسيره (الجامع لأحكام القرآن) على كتاب معاني القرآن للنحاس وجعله من مصادره.
وكذلك اعتمد عليه الشوكاني في تفسيره (فتح القدير) ونقل منه كثيرا.

## طبعات الكتاب
طبع الكتاب في جامعة أم القرى بمكة المكرمة بتحقيق محمد علي الصابوني في ستة مجلدات، لكنه غير كامل، حيث إن بعض كلامه عن بعض الآيات لم يوجد في النسخة الخطية التي حقق الكتاب عليها، كما أنه ينتهي في آخر سورة الفتح؛ أما باقي الكتاب فلا يوجد.